# Дубовый чёрный пилильщик

Дубовый чёрный пилильщик (лат. Arge rustica) — вид перепончатокрылых из семейства Argidae.

## Описание
Вид длиной 9—11 миллиметров.

## Распространение
Распространён в Западной и Центральной Европе, Южной Швеции, Дании, Закавказье, Малой Азии и на Уссури.

## Экология
Личинки питаются листьями некоторых видов рода дубов (Quercus), например, дуб черешчатый (Quercus robur).